# 활시위

활의 모식도. 3의 붉은 부분이 현

활시위는 활의 양단에 치는 실. 활줄이라 하기도 한다.
재료는, 모시풀이나 삼 등의 자연계로부터 얻은 섬유를 묶어 이용하는 것 외에 현재는 폴리아미드인 케브라 등, 화학 섬유도 많이 사용된다.

## 각부의 명칭

### 화궁(일본활)의 시위
궁도에서 이용되고 있는 화궁의 현은, 모두 「S자 권」이다. 현을 선택할 때는, 활의 힘에 따라 굵기를 결정한다. 마현의 굵기는 무게로 표현해, 단위는 문을 사용한다. 화학 섬유의 현의 굵기의 규격은 선밀도에 의해서 n호로 표현된다. 튼튼하고 염가의 화학 섬유의 것도 보급되어 있지만, 현재에도 고단자를 중심으로 마현을 애용하는 사람도 많다. 그 이유로서는, 화살을 쏘았을 때의 소리(매다는군)가 기술의 양부의 판단 재료가 되는, 화학 섬유는 너무 튼튼하고 활에 부담이 가(특히 죽궁의) 파손의 원인이 되는, 화학 섬유보다 성장이 적은, 등이 있다.
옛 전장용의 활은 옻나무 칠로, 현에도 옻나무를 발라 우천 대책으로 하고 있었다.
현륜
현의 양단의, 궁미(활의 상하단)에 거는 고리의 부분. 활에 맞추어 스스로 길이, 고리의 크기를 조정한다. 위쪽을 해의 고리, 아래 쪽을 달의 고리라 한다. 해의 고리는 햇빛이며 붉은 옷감, 달의 고리는 그늘이며 흰 종이를 감아 있는 것이 많다. 그러나 신용의 현의 달의 고리의 색은 보라색(감색)을 하고 있다. 조사(고인의 추도 쏘아 맞혀 회나, 보기 드물게 장의에서의 명현의 의 등) 시에는 일의 고리에 검은 옷감을 감는다. 또, 현륜의 매듭의 부분을 삼두라 한다. 좌우가 비대칭이므로, 표리(전후)가 있다. 이것을 잘못하면 매듭이 느슨해진다. 활을 치는 경우는, 우선 날의 고리를 말미(상미)에 걸고 활을 튀게 해 달의 고리를 본미(하미)에 건다.
중사괘
시의 괄을 끼는 부분은, 보강과 굵기의 조절을 겸하고, 끊어진 현을 푼 섬유를 감아 둔다. 여기를 중사괘라 한다. 가끔 중사괘를 만들지 않는 사람이 있지만, 이것은 현의 수명이 짧아지는 것으로 별로 추천하지 않는다. 중사괘보다 위를 상현, 아래를하현이라 부른다.
약련
보강을 위해서 현에 바르는, 송지를 기름으로 익혀 가다듬은 것. 마현 때는 특히, 사용전과 사용후에 마약련(마그 무릎=약련을 바르는 도구)으로 비비어 약련을 현에 잘 스며들게 해 두지 않으면 현의 수명이 줄어든다.

### 양궁의 시위
양궁에서는 활시위를 스트링이라 한다.

## 같이 보기
- 기현